# Dick Bruna
Dick Bruna, född Hendrik Magdalenus Bruna, 23 augusti 1927, död 16 februari 2017, var en nederländsk författare, konstnär, illustratör och grafisk formgivare.
Bruna är känd för sina barnböcker och karaktären Miffy, en liten kanin. Hans tecknarstil är inspirerad av Matisse, Picasso och De Stijl. Han gjorde också en rad bokomslag. Bruna föddes in i en förläggarfamilj där fadern drev förlaget A.W. Bruna & Zoon. Dick Bruna kom att illustrera över 2000 omslag och över 100 affischer för familjens förlag.
Sedan 2006 finns ett museum om Miffy och hennes skapare, Dick Bruna-huis, som är en del av Utrechts Centraal Museum. Där kan man följa såväl Miffys utveckling som andra serier tecknade av Dick Bruna.